# 金懷瑋
金怀玮，字毓昆，顺天府大兴县人。清朝武官。

## 生平
金怀玮为順天府乡试第二名武举人。康熙四十二年（1703年）二甲十二名武进士。康熙末年，曾任贵州铜仁协副将，调云南援剿左协副将。
金怀玮教子有方，有八子，其中金澍、金溶、金洪皆中进士，金潢、金浚中举人。同胞五登甲科，名噪一時。其門懸掛“五子登科”匾。